# Goodwill Zwelithini kaBhekuzulu
Goodwill Zwelithini kaBhekuzulu (Nongoma, 14 juli 1948 – Durban (eThekwini), 12 maart 2021) was paramount chief ('koning') van de Zoeloes. De rol van de koning is vastgelegd in de Afrikaanse grondwet en is grotendeels ceremonieel. In politieke macht staat de minister-president van de provincie KwaZoeloe-Natal boven hem.
Goodwill Zwelithini kaBhekuzulu werd in 1968 de achtste koning in het Zoeloekoninkrijk (ook wel Zoeloeland genoemd) na de dood van zijn vader, Cyprian Bhekuzulu kaSolomon. Goodwill had 28 kinderen bij zes opeenvolgende echtgenotes. In februari 2021 werd hij opgenomen in het ziekenhuis waar hij in maart 2021 stierf aan suikerziekte, gecombineerd met de Zuid-Afrikaanse variant van COVID-19. Op donderdag 18 maart werd hij bijgezet of - zoals de Zoeloes dit uitdrukken - bij zijn voorouders geplant.
Zijn zoon Misuzulu Zulu, en zoon van koningin Mantfombi Dlamini, zijn derde vrouw, volgde hem op in 2022 als paramount chief.

## Biografie
Prins Israel Mcwayizeni KaSolomon trad van 1968 tot 1971 op als regent terwijl Goodwill Zwelithini kaBhekuzulu naar Sint-Helena vluchtte om een aanslag te voorkomen. De troningsceremonie van koning Zwelithini, op 3 december 1971, werd bijgewoond door 20.000 mensen. 
In 1984 blies koning Goodwill Zwelithini kaBhekuzulu de jaarlijkse Umhlanga of Umkhosi Womhlanga (ook bekend als Rietdans, die begon met 7000 deelnemers, maar in 2024 bij haar 40e verjaardag zo'n 50.000 deelnemers telde) nieuw leven in. In de eerste helft van 2001 was hij titulair hoofd van de ML Sultan Technikon, een Zuid-Afrikaanse technische universiteit in de provincie KwaZoeloe-Natal. Deze universiteit fuseerde in 2002 met de Technikon Natal en vormt sindsdien de Technische Universiteit van Durban.
Koning Zwelithini was een van tien koningen die door de Zuid-Afrikaanse regering onderhouden werd, en was zo een onderdeel van het apartheidsregime. Jaarlijks ontving hij 59 miljoen Zuid-Afrikaanse rand (februari 2013), maar hij was daar niet tevreden mee. Omdat hij voor zijn zesde vrouw nog een paleis wilde bouwen wilde hij 18 miljoen rand opslag. De regering van het ANC was er alles aan gelegen hem en andere traditionele leiders te vriend te houden, omdat ze daarmee zeker was van de vele stemmen op het platteland. 
In 2015 sprak Koning Zwelithini over migranten uit andere Afrikaanse landen, vooral het bijna failliete Zimbabwe. Volgens hem was er voor hen in Zuid-Afrika geen plaats. Gewapende aanhangers gingen op buitenlanderjacht, met slachtoffers en vluchtelingen tot gevolg.

## Echtgenotes
- maDlamini, geboren als Sibongile Winifred Dlamini, gehuwd 1969
- Buthle MaMathe, geboren in 1951
- Mantfombi Dlamini, geboren in 1956 (zuster van Mswati III), gehuwd 1973, regent van 12 maart 2021 tot haar plotselinge dood op 29 april 2021.
- Thandi, geboren als Thandikela Jane Ndlovu, gehuwd 1988
- Nompumelelo Mchiza, gehuwd 1992
- Zola Zelusiwe Mafu, geboren in 1986, gehuwd 2014

Mnguni · Nkosinkulu · Mdlani · Luzumana · Malandela · Ntombela · Zulu · Gumede · Phunga · Mageba · Ndaba · Jama · Senzangakhona · Shaka · Dingane · Mpande · Cetshwayo · Dinuzulu · Solomon · Cyprian · Goodwill · Misuzulu